# Sint-Norbertusinstituut
Het Sint-Norbertusinstituut (SNOR) is een katholieke school voor secundair onderwijs in de Belgische gemeente Duffel. De school telt ongeveer 1100 leerlingen en heeft richtingen in het ASO, TSO en BSO.
De school ligt in de Stationsstraat in het centrum van Duffel, vlak bij de Sint-Martinuskerk en het Station Duffel. Het Sint-Norbertusinstituut beschikt over een open internaat voor jongeren vanaf 14 jaar, Pedarooienberg genoemd.

## Geschiedenis
Halverwege de 17de eeuw vestigden zich in  Convent van Betlehem te Duffel enkele begijnen. Ze vestigden zich in de buurt van de Sint-Martinuskerk en gingen zich toeleggen op ziekenzorg, hulp aan de priesters en onderwijs en verwierven geleidelijk meer aanpalende gebouwen. Ze startten in 1790 met verzorging van geestzieke vrouwen. In de 19de eeuw werd een nieuw klooster gebouwd en breidde het complex zich uit. De voormalige begijnen werden vanaf 1871 statutair kloosterlingen of zusters norbertienen. In de Eerste Wereldoorlog werden de gebouwen verwoest.
Het klooster werd in de jaren 20 heropgebouwd en het complex breidde zich verder uit langs de Stationsstraat. Hier werd de Sint-Annaschool opgericht in 1923, een kostschool die enkel toegankelijkheid bood voor meisjes. Enkele jaren later, in 1928, breidde de school zich al uit met een nieuw gebouw voor licht mentaal gehandicapten, de Sint-Aloysiusschool. Na twee jaar kwam er ook nog een school voor verpleegsters. Externen werden pas in de Sint-Annaschool toegelaten na de Tweede Wereldoorlog.
De kliniek werd in 1958 zelfstandig als Sint-Nobertuskliniek. De huidige schoolblokken A, B en C met een groot internaat rond de oorspronkelijke D-blok begon men te bouwen in 1960. De Sint-Aloysiusschool werd twee jaar later verplaatst naar Merksplas. De naam Sint-Norbertusinstituut kwam er in 1964. Jongens en meisjes mochten vanaf 1980 gemengd naar school komen. Het eerste jaar was het aantal jongens miniem. Vanaf 1997 werden aso-bso-tso bij elkaar gevoegd, de eerste graad werd verplaatst naar gebouw M. Het gebouw van de verpleegkunde werd in 1999 gerenoveerd en heeft nu een andere bestemming gekregen, namelijk de peda. Naast de school bevindt zich in het gebouwencomplex nog steeds het Psychiatrisch Ziekenhuis Sint-Nobertus.